# Endosoma primerenc
Els endosomes són un conjunt de compartiments membranosos intracel·lulars que tenen una funció primordial en els processos d'endocitosi i de transport de matèria dins la cèl·lula. Hi ha tres tipus d'endosomes: els endosomes primerencs, els tardans i els de reciclatge.
Actualment, els endosomes primerencs no són considerats orgànuls cel·lulars, sinó, compartiments intracel·lulars que formen part del procés de classificació del material endocitat per la cèl·lula eucariota. Ubicats a la perifèria de la cèl·lula, estan contínuament formant-se a partir de la unió d'altres vesícules procedents de l'endocitosi o l'Aparell de Golgi.

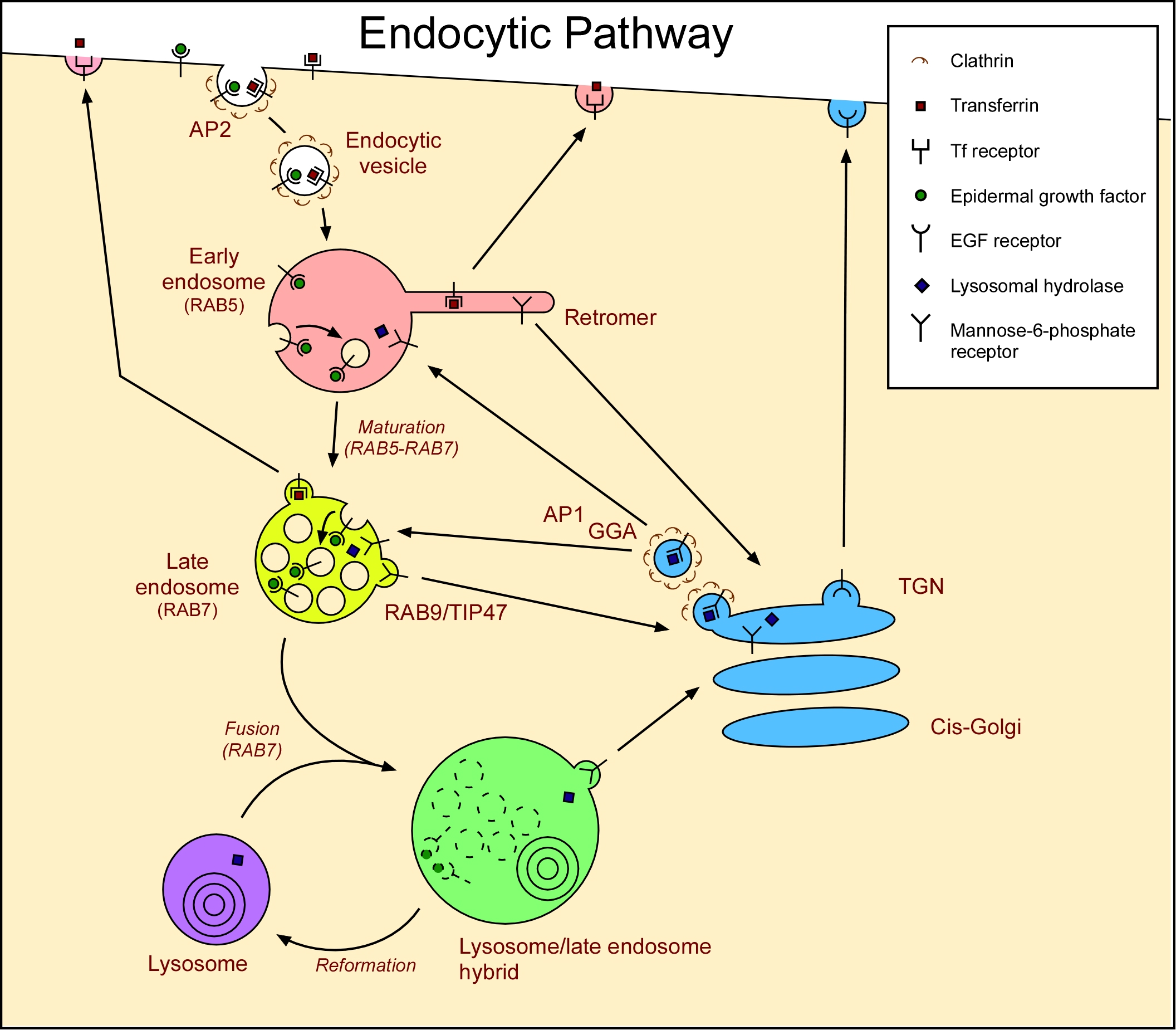
Diferents vies endocítiques (figura 1)

Formen la primera estació de classificació (sorting), és el primer lloc on es fusionen les vesícules que contenen les substàncies endocitades. Tenen un pH lleugerament àcid provocat per les bombes de protons que conté a la membrana. La funció principal dels endosomes primerencs és la de dirigir la càrrega de les vesícules cap al seu destí: reciclatge, degradació i transport retrògrad a l'Aparell de Golgi (vegeu figura 1). Per tant, podem dir que els endosomes primerencs tenen una funció de classificació dels continguts i de regulació del tràfic de vesícules

## Història
El terme endosoma va ser atribuït al 1964 per de Duve a A. B. Novikoff que l'havia creat un any abans, el 1963. Novikoff el va utilitzar com a terme equivalent a fagosoma tot i que en l'actualitat sabem que són dos conceptes diferents

## Morfologia
L'endosoma primerenc es compon de dues regions diferents tant en morfologia com en composició:
- Una regió de fines prolongacions tubulars formades per canvis morfològics en la membrana que fan que l'endosoma primerenc es ramifiqui en els extrems i creï una xarxa. Els túbuls serveixen per ajudar a concentrar la càrrega que anirà a un lloc determinat, concentrar els receptors que tornaran a la membrana i part del líquid del lumen. És la zona més gran.
- Una regió de vesícules grans amb invaginacions de membrana que donen lloc a un aspecte multivesicular. En aquesta zona s'acumulen les càrregues per tal de formar vesícules per a transportar el material.
Es creu que la morfologia de l'endosoma primerenc ajuda en la classificació (sorting) del contingut de les vesícules.
L'endosoma primerenc dona lloc als dos altres tipus d'endosomes: al de reciclatge i al tardà.
1. Pel que fa a la formació de l'endosoma de reciclatge es dona a partir de la unió de vesícules provinents del primerenc.
2. Hi ha dues teories sobre el pas de l'endosoma primerenc a l'endosoma tardà: 
• L'endosoma primerenc madura i es converteix en endosoma tardà. Es produeixen canvis en el pH.
• Vesícules de l'endosoma primerenc es van desprenent i s'uneixen per a formar el tardà.

## Composició
L'endosoma primerenc està compost per:
-L'espai lumenal on podem trobar el contingut de les diferents vesícules que s'hi van unint.
-Una membrana composta de lípids i proteïnes, que explicarem a continuació.

### Proteïnes de membrana
Les proteïnes són molt importants a l'hora de coordinar la correcta classificació de les substàncies que hi arriben i en provocar els canvis morfològics de la membrana. Hi ha diferents tipus de proteïnes de membrana:

#### Proteïnes reguladores
Proteïnes Rab: es tracta d'un grup de petites proteïnes que alternen un estat actiu en què es troben unides a GTP i un altre inactiu en què estan unides a GDP.
Aquestes proteïnes es troben a les membranes de diversos compartiments cel·lulars (especialment a l'endosoma primerenc). Tenen la capacitat d'unir-se a un gran nombre de proteïnes efectores (efectors Rab) que els permeten realitzar un gran nombre de funcions, com regular el tràfic endocític (immobilització de vesícules, fusió, budding i motilitat). Alguns exemples d'aquestes proteïnes en l'endosoma primerenc són el Rab4, Rab5, Rab10, Rab14, Rab21 i Rab22. Ara explicarem les més importants:

##### Rab5
Les funcions més importants d'aquesta proteïna a l'endosoma primerenc són regular la càrrega provinent de la membrana plasmàtica i l'activació de les vies de senyalització (camins) de l'endosoma primerenc.
A més, generen lípids fosfatidilinositol-3-fosfat (GPI) per enriquir la membrana, fusionen vesícules endocítiques primàries a l'endosoma primerenc i s'encarreguen de la mobilitat dels endosomes primerencs pels filaments d'actina i els microtúbuls.

##### Rab4
La funció d'aquesta proteïna a l'endosoma primerenc és regular la sortida de vesícules de reciclatge des de l'endosoma primerenc directament a la membrana plasmàtica i la direcció de classificació de càrrega.

##### SNARE

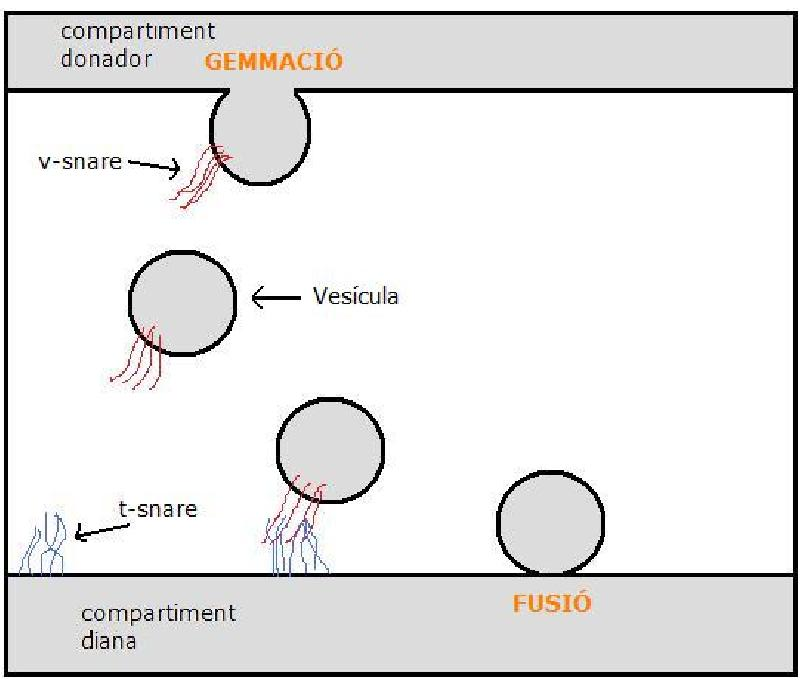
Paper de les proteïnes SNARE en la fusió de vesícules amb les membranes (figura 2)

Són presents a la membrana de les vesícules i a la de tots els compartiments cel·lulars als quals són destinades. Les proteïnes SNARE participen en la fusió de les vesícules amb les membranes del lloc de destinació (vegeu figura 2).
Després de la fusió de membranes, les SNARE es reciclen.

#### Proteïnes motor
Aquestes proteïnes són les causants del moviment intracel·lular dels orgànuls i les vesícules. Entre aquestes proteïnes podem trobar les causants dels moviments en l'endosoma primerenc:
- L'efector del Rab5, la proteïna GPI-cinasa, responsable de la mobilitat dels túbuls de l'endosoma primerenc.
- El complex dineïna-dinectina responsable del moviment de les vesícules de gemmació cap a l'endosoma de reciclatge o els lisosomes.
- La proteïna motor quinesina-3 transporta vesícules des de l'endosoma primerenc a la perifèria cel·lular. Aquest moviment s'anomena moviment oposat, del centre cap a fora.

## Funcions
Les vies possibles de classificació endocítica que existeixen per a les biomolècules que han sigut internalitzades per l'endosoma primerenc són principalment dues: degradació (als lisosomes) i reciclatge (tornada a la membrana plasmàtica). També realitza altres funcions secundàries però no per això menys importants: el transport retrògrad al TGN de l'Aparell de Golgi i la transcitosi.

### Degradació
En el cas de la degradació de material endocític, l'endosoma primerenc transporta el material cap a l'endosoma tardà i tot seguit al lisosoma, on serà finalment degradat pels enzims del seu lumen. Aquest camí és seguit per tots aquells lligands o receptors que ja han complert amb la seva funció i que ja no són útils. També és un camí comú seguit per aquelles partícules que han sigut fagocitades a causa d'un procés de defensa de l'organisme La majoria de lligands són degradats mentre que els receptors són generalment reciclats
Per seguir la via degradativa, l'endosoma té microdominis de creació de vesícules on es dirigeixen aquelles molècules que hagin de dirigir-se al lisosoma Aquests microdominis estan coberts de clatrina, la qual està unida a ubiqüitina. La proteïna Hrs és l'encarregada de catalitzar aquesta unió Les molècules que segueixen la via degradativa se situen als microdominis de clatrina per a formar vesícules. Quan se n'hagin adherit moltes, es crearà un cos multivesicular o endosoma tardà que se separarà de l'endosoma primerenc per dirigir-se al lisosoma. Aquest procés es dona gràcies a l'ajuda dels complexos proteics ESCRTs, ja que ajuden a formar les invaginacions i finalment l'endosoma tardà gràcies al fet que reconeix les molècules a les quals se'ls hi ha adherit la ubiqüitina Després d'aquest procés les molècules seran degradades al lisosoma.
Un parell d'exemples molt estudiats i coneguts de molècules que segueixen aquesta via són les LDL (Low Density Lipoprotein) i l'EGF (Epidermal Growth Factor) amb el seu receptor. En el primer cas, el receptor de LDL se separa del mateix LDL a causa del pH àcid de l'endosoma primerenc i, mentre el receptor es recicla, el lligand segueix el camí cap al lisosoma. En el segon exemple, la unió entre l'EGF i el seu receptor és suficientment forta com per aguantar el pH àcid, així que totes dues molècules arriben al lisosoma per a ser degradades (vegeu figura 2).

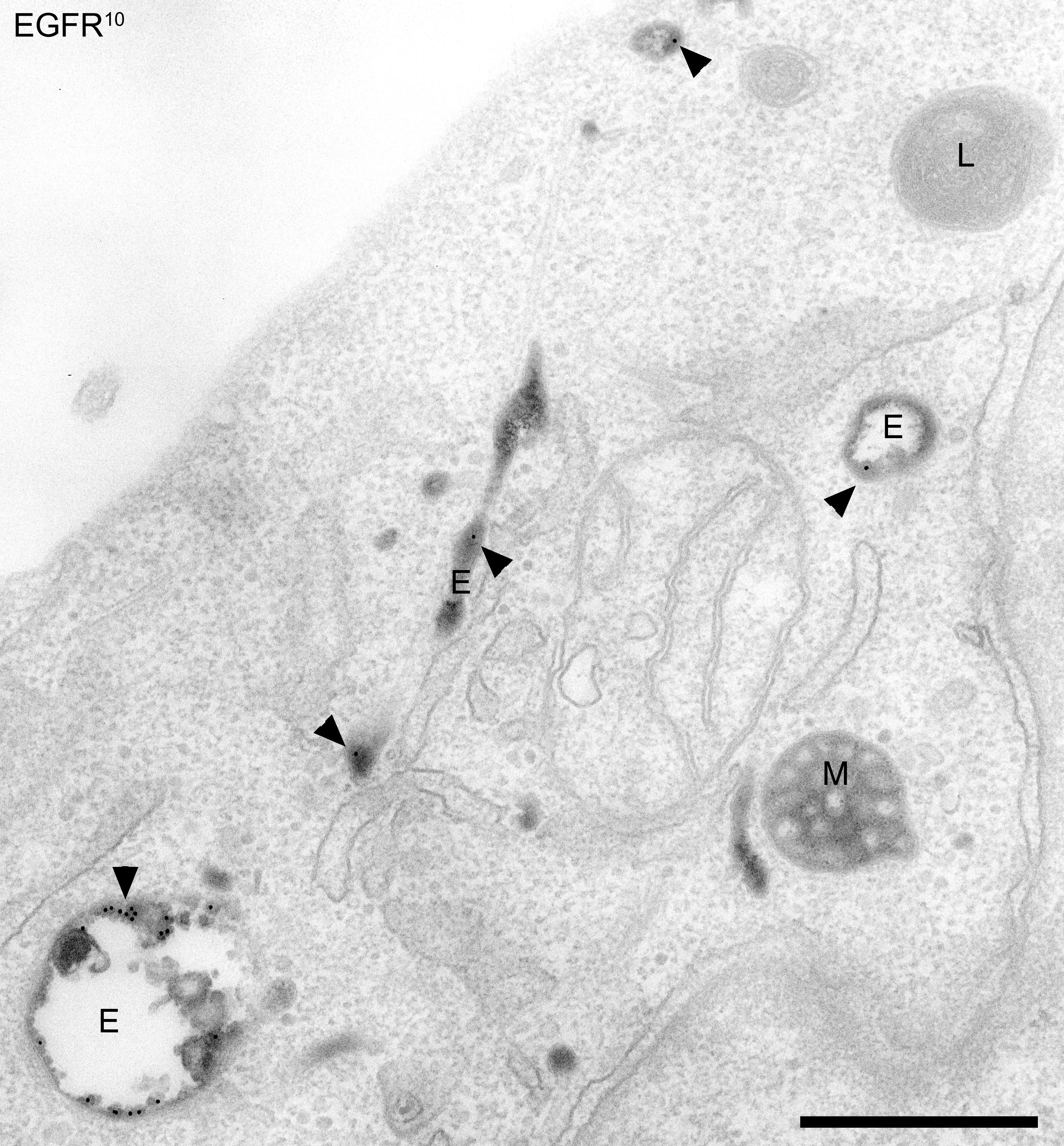
Imatge al microscopi electrònic presa cinc minuts després de la internalització en el moment en què els receptors de l'EGF (punts negres marcats amb fletxes) han arribat als endosomes primerencs (E) però encara no han entrat als endosomes tardans (M) ni als lisosomes (L) (Figura 3)

### Reciclatge
Aquesta via és la que segueixen els receptors de membrana. En el procés endocític, el receptor de la membrana plasmàtica s'associa a un lligand que s'ha d'internalitzar. Aquestes dues biomolècules segueixen el camí cap a l'endosoma primerenc i es poden dissociar a causa del pH lleugerament àcid del lumen d'aquest orgànul i seguir camins diferents. Llavors el receptor es recicla anant a la membrana plasmàtica.
Per al reciclatge de receptors trobem dos camins: el reciclatge ràpid i el lent. El ràpid es caracteritza pel fet que porta el receptor directament a la membrana plasmàtica. En canvi, el lent té la particularitat d'enviar els receptors primer al reticle endoplasmàtic per després tornar-los a la membrana plasmàtica.
En aquest cas, els exemples que trobem són el del receptor de LDL i el de la transferrina i el seu receptor. El receptor de LDL torna a la membrana plasmàtica per a poder fer un altre cicle de captació de LDL, mentre que la transferrina i el seu receptor tornen ambdues units (són resistents al pH del lumen de l'endosoma primerenc) a la membrana plasmàtica per tal de captar més ions fèrrics. La transferrina pot seguir tant la via de reciclatge lenta com la ràpida

### Transport retrògrad cap al TGN
L'endosoma primerenc es transforma en tardà o bé madurant o bé per fusió de vesícules. Els endosomes tardans estan dedicats a l'arribada al lisosoma per a la degradació de biomolècules, però abans d'arribar al lisosoma, l'endosoma tardà ja ha començat a hidrolitzar les biomolècules que es degradaran. Per a fer-ho, ha de tenir enzims hidrolases que catalitzin aquest reaccions, i és aquí on entra el transport retrògrad. El TGN de l'Aparell de Golgi envia hidrolases àcides mitjançant receptors a l'endosoma primerenc un cop aquest ha començat a madurar. Aquest compartiment separa el receptor del lligand (gràcies al pH àcid lumenal) i mitjançant una estructura tubular anomenada retròmer envia de nou els receptors d'hidrolases àcides cap al TGN per tal que aquests repeteixin el cicle

### Transcitosi

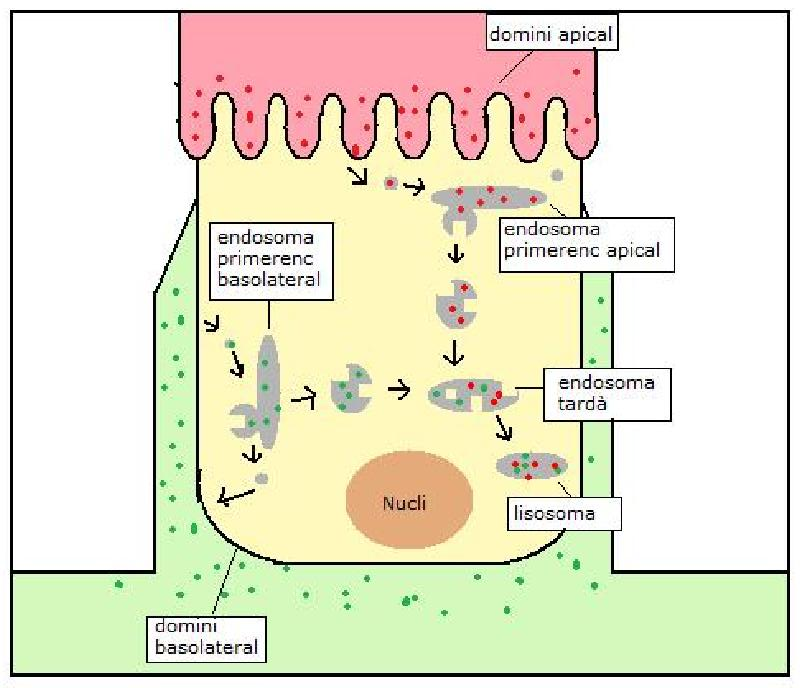
Mecanisme de la transcitosis en una cèl·lula epitelial (figura 4)

L'endosoma primerenc fa una funció única dins d'algunes cèl·lules anomenada transcitosi. Es basa en la recepció de biomolècules des d'un domini de la membrana plasmàtica per tal d'enviar-les a un altre domini membranal.
Un clar exemple d'això és el que es produeix en les cèl·lules epitelials, on l'endosoma primerenc s'encarrega de fer anar les biomolècules del domini apical al basal o a l'inrevés (vegeu figura 4).

## Malalties associades a l'endosoma primerenc
L'endocitosi és una funció cel·lular universalment important, i encara més al cervell on els mecanismes dels endosomes són relativament més complexos a causa de la morfologia polar de les neurones i les necessitats especials per a la comunicació intercel·lular. Una de les malalties associades a l'endosoma primerenc és l'Alzheimer. Evidències actuals mostren que la funció endosomal és alterada en una certa gamma de trastorns neurodegeneratius a causa de mutacions en gens que regulen aquesta funció. En el cas de l'Alzheimer, les anormalitats endosomals són les primeres característiques neuropatològiques a desenvolupar-se i es creu que estan lligades amb factors genètics de risc per l'Alzheimer. Resultats recents de la regulació endosomal i malalties neurodegeneratives mostren com els impediments en les vies endocítiques causen disfuncions neuronals i mort cel·lular en aquests trastorns i poden promoure amiloidogènesi en l'Alzheimer